# FREE (ERIKAの曲)
「FREE」（フリー）は、沢尻エリカがERIKA名義で発売した事実上のデビューシングル。2007年7月4日発売。発売元はソニー・ミュージックレコーズ。

## 解説
女優の沢尻エリカと同名、生年月日も同一でありながらプロフィール上は別人という設定でデビューした、ERIKA名義でのシングル。前年の「タイヨウのうた」以来となる音楽活動となるが、前作ではテレビドラマの役名名義であったため、正式な歌手デビューとしては本作がデビューシングルの扱いである。これは柴咲コウにおける「RUI」などと同様の企画である。
初回限定盤には、タイトル曲のPVを収録したDVDが付属していた。通常盤とはジャケットの相違があるが、収録内容は同一である。
「Free」の、「答えがあるから－」以下の歌詞は、ERIKAが一度レコーディングが終了してから書き直して再レコーディングしたものである。自分の中に答えがあると気がついた瞬間すべての思考が変わることを経験したので、そのことを歌詞で伝えたかった。
ERIKAの表現方法は、歌ごとに歌い手のキャラクターを探して、そのキャラクターになりきって唄うことにある。リテイクのたびに歌詞の最初から最後まで歌って、キャラクターを体に染みこませていく。「FREE」と「FANTASY」は全然別のキャラクターで唄っているので、2曲つづけてテイクすることはできない。「Time to go home」のキャラクターは、最初は強めだったのが、唄っているうちに女性らしさが入ってきて、全体に落ち着いた感じの仕上がりになった。
「FREE」や「Time to go home」のようなロック調の曲をERIKAが好きになったのはレッド・ツェッペリンを知ってからで、それまでは街で曲が流れているとき以外あまり聴いたことがなかった。
前作に引き続き、オリコンシングルチャートで1位を獲得した。「タイヨウのうた」は登場2週目の達成であったが、本作では初登場1位を獲得した。オリコンでもKaoru Amane名義含め2作目のチャートイン（及び首位獲得）と発表している。
女性歌手でデビューから2作連続首位獲得は、『1リットルの涙』で共演した薬師丸ひろ子の1980年代のヒット曲「セーラー服と機関銃」、「探偵物語」以来、24年1ヶ月振りとなった。

## 収録曲
1. FREE
（作詞:ERIKA、白鳥マイカ　作曲・編曲:COZZi）
前作のタイトル曲に引き続き、作詞は白鳥マイカ（前作では作曲も担当）が手がけ、共作名義で自身も作詞に参加している。作曲のCOZZiは前作でc/wを手がけた。別人の設定である沢尻エリカ出演のSUBARU『R2』&『ステラ』CMソング。前作はアコースティック・ギター中心の作風であったが、本作はキャラクターイメージを重視し、エレクトリックギター中心の楽曲となっている。
2. FANTASY
（作詞:ERIKA、安原兵衛　作曲・編曲:安原兵衛）
タイトル曲と同じく、自身も共作で作詞を担当。
3. Time to go home
（作詞:KENN KATO　作曲・編曲:COZZi）
クレジットにはないが、後半に出てくる「笑わせないで－」で始まる2行はERIKAの補作詞である[1]。
4. FREE (instrumental)
（作曲:COZZi）